# Ovillers-la-Boisselle

Britse soldaten in een veroverde Duitse loopgraaf bij Ovillers-la-Boisselle in juli 1916 tijdens de slag aan de Somme.

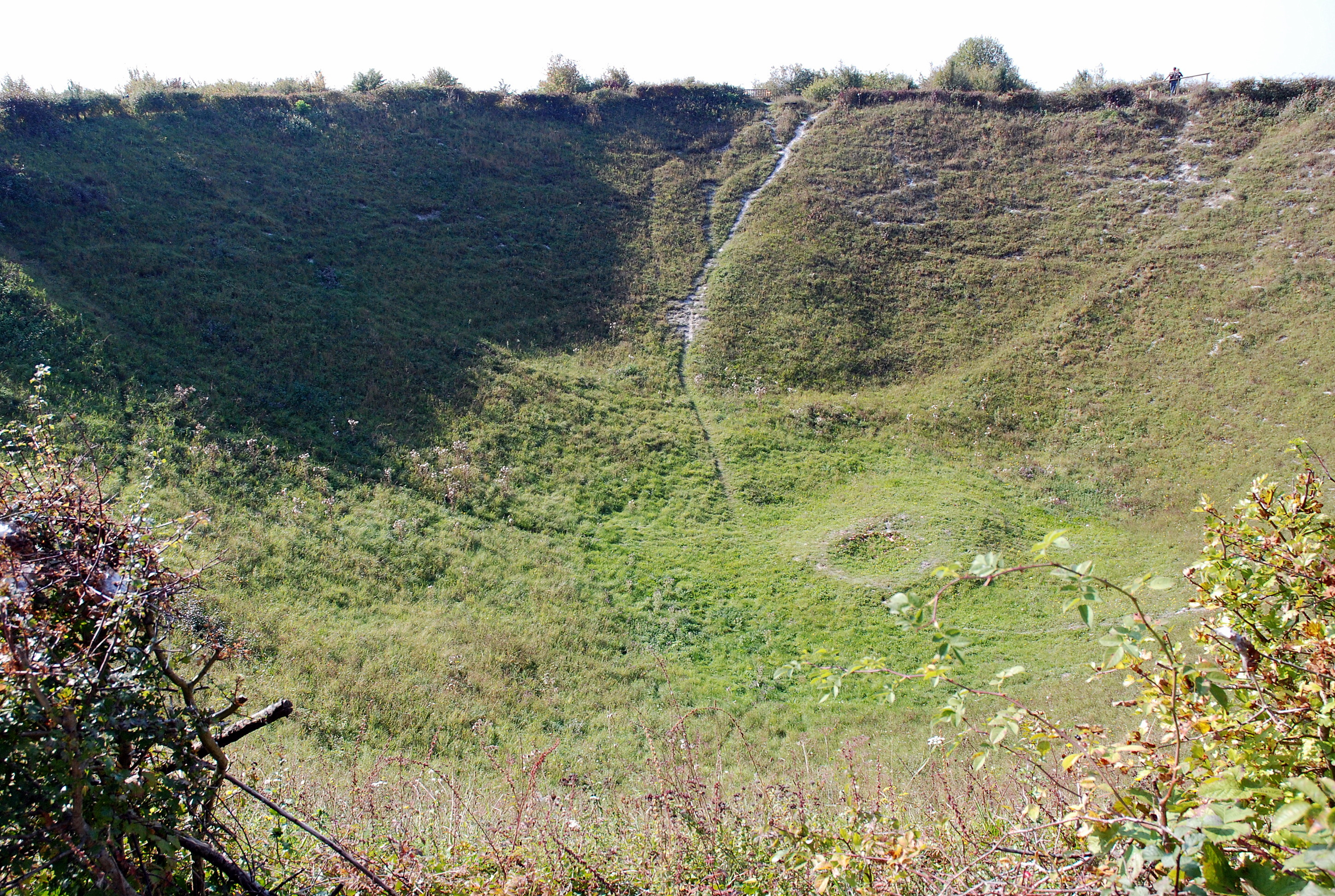
Lochnagar Crater

Ovillers-la-Boisselle is een gemeente in het Franse departement Somme in de regio Hauts-de-France en telt 354 inwoners (2005). De gemeente maakt deel uit van het arrondissement Péronne.

## Geschiedenis
In het gehucht La Boisselle bevindt zich de Lochnagar Crater die in de omgeving wordt aangeduid als La Grande Mine. Het is een krater (100 m diameter en 30 m diep), een gevolg van een twee ontploffingen op 1 juli 1916. Deze Britse actie was het begin van de Slag aan de Somme.
Op het grondgebied van de gemeente liggen de Britse militaire begraafplaatsen Gordon Dump Cemetery, Ovillers Military Cemetery en Pozieres British Cemetery. 

## Geografie
De oppervlakte van Ovillers-la-Boisselle bedraagt 9,6 km², de bevolkingsdichtheid is 36,9 inwoners per km².
De onderstaande kaart toont de ligging van Ovillers-la-Boisselle met de belangrijkste infrastructuur en aangrenzende gemeenten.

## Demografie
Onderstaande figuur toont het verloop van het inwonertal (bron: INSEE-tellingen).

1. ↑  Populations de référence 2022.